# Johan Larsson (kommunalpolitiker)

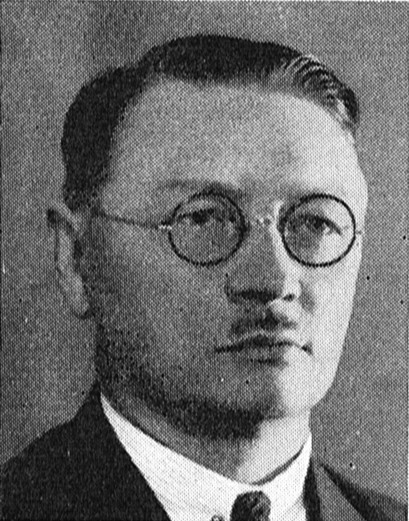
Johan Larsson.

Johan Julius Larsson, född 30 december 1886 i Malmö, död 1983, var en svensk socialdemokratisk kommunalpolitiker.
Larsson, som var son till kommunalarbetare Nils Larsson och Bengta Persson, genomgick kurs på Brunnsviks folkhögskola och diverse tekniska kurser i Stockholm. Han var anställd vid Malmö stads gasverk, där han med tiden blev distributionsmästare. Han var ledamot av stadsfullmäktige 1931–1946 samt bland annat revisor i drätselkammarens andra och tredje avdelningar från 1921 samt vice ordförande i biblioteksstyrelsen från 1931 och ordförande där 1940–1950. Han var sekreterare i Kooperativa föreningen Solidar från 1926 fram till slutet av 1950-talet.